# Remy LaCroix
Remy LaCroix (San Francisco, 26 giugno 1988) è un'attrice pornografica statunitense.

## Biografia e carriera pornografica
Laureatasi in biologia molecolare, prima di entrare nel settore dell'intrattenimento per adulti è stata una ballerina per diversi festival musical come il Burning Man: le sue esibizioni includevano danze acrobatiche, danze con il fuoco e l'hula hoop. Nel 2011 con il nome d'arte di Remy LaCroix è entrata nell'industria del porno, facendo il suo debutto nel dicembre dello stesso anno in una scena di gang bang per il sito a carattere BDSM/fetish/kink Kink.com. Tuttavia ha abbandonato il porno sei mesi dopo a causa di una fase di burnout, onorando comunque gli impegni professionali già assuntisi, per poi dedicarsi a lavorare dietro le quinte per il sito Kink.com e contribuire alla promozione dell'uscita dei propri film ancora inediti, prima di annunciare la sua intenzione di tornare a girare scene nel novembre 2012.
Nel 2013 LA Weekly l'ha posizionata al decimo posto nella lista delle dieci pornodive che potrebbero essere la prossima Jenna Jameson. È stata inoltre inserita nella lista annuale delle pornodive più popolari secondo CNBC nel 2013 e 2014. Nel dicembre 2014 è stato annunciato che LaCroix aveva firmato un contratto con la ArchAngel Productions, ma meno di tre mesi dopo ha terminato la propria relazione con la casa di produzione. Nello stesso anno ha vinto l'AVN come Miglior attrice.
Nel 2016 ha fatto da giudice insieme a Asa Akira, Keiran Lee, Lexi Belle e Tori Black di Sex Factor, la versione pornografica di X Factor.
Si ritira dal porno professionale nel 2016, sia a causa di problemi di depressione che per sposarsi con il parrucchiere e spogliarellista Zack "The Ripper" e dare alla luce un figlio di nome Finn. Nel 2018 nasce il secondo figlio della coppia. Ha divorziato nel 2019. 
Il 22 settembre del 2022 rientra nell'industria pornografica, girando per Bellesa "Remy's Back with a Bang". In un'intervista nel 2024 ha raccontato l'origine del suo nome d'arte, Remy, una brava ragazza che si innamora di persone sbagliate, dal libro This Lullabye di Sarah Dessen e La Croix per il suono che in francese aveva.

## Riconoscimenti
AVN Awards
- 2013 – Best New Starlet[6][20]
- 2013 – Best Tease Performance per Remy con Lexi Belle[20]
- 2014 – Best Actress (film) per The Temptation of Eve[21]
- 2014 – Best Girl/Girl Sex Scene per Girl Fever con Riley Reid[21]
- 2014 - Best Three-Way Sex Scene - Girl/Girl/Boy per Remy 2 con Manuel Ferrara e Riley Reid[21]
- 2015 – Best Girl/Girl Sex Scene per Gabi Gets Girls con Gabriella Paltrova[22]

XBIZ Awards
- 2013 – Best Actress—Couples-Themed Release perTorn[23]
- 2014 – Best Actress—Feature Movie per The Temptation of Eve[24]
- 2023 - Best Sex Scene - Carrer-First Performance per Remy's Back With A Bang con Damon Dice, Tommy Pistol, Jonh Strong e Dante Colle[25]

XRCO Awards
- 2013 – Best New Starlet[26]
- 2014 – Female Performer of the Year[27]
- 2014 – Best Actress perThe Temptation of Eve[27]

## Filmografia
- Fucking Machines 17660 (2011)
- Anal Bombshells (2012)
- Anal Size My Wife 3 (2012)
- Angels of Debauchery 9 (2012)
- Ass Party 1 (2012)
- Backstage Pass 2 (2012)
- Big Wet Asses 21 (2012)
- Big Wet Asses 22 (2012)
- Bound Gang Bangs 16836 (2012)
- Corrupt Schoolgirls 2 (2012)
- Cuckold Sessions 14 (2012)
- Cuties 3 (2012)
- Daddy Did the Babysitter (2012)
- Device Bondage 17571 (2012)
- DP Fanatic 2 (2012)
- ElectroSluts 21465 (2012)
- Fantasy Solos 4 (2012)
- Fill'er Up (2012)
- Fucking Machines 18567 (2012)
- Fucking Machines 21999 (2012)
- Fucking Machines 24484 (2012)
- Gansta Gloryholes (2012)
- Gasp, Gag And Gape 1 (2012)
- Innocence of Youth 2 (2012)
- Innocent But Nasty (2012)
- Let Me Suck You 4 (2012)
- Massive Facials 5 (2012)
- My Anal Schoolgirl (2012)
- My Stepdaughter Tossed My Salad 6 (2012)
- Performers of the Year 2013 (2012)
- Pretty Dirty 2 (2012)
- Pretty Dirty 3 (2012)
- Prince The Penetrator (2012)
- Public Disgrace 21461 (2012)
- Public Disgrace 21462 (2012)
- Remy 1 (2012)
- Rump Raiders (2012)
- Sex and Submission 18978 (2012)
- Sexually Broken 14 (2012)
- Sexually Broken 2 (2012)
- Sexually Broken 4 (2012)
- Sexually Broken 8 (2012)
- She Likes It In Her Ass (2012)
- Spare the Rod 4 (2012)
- Tanlines (2012)
- Thrilla in Vanilla 10 (2012)
- Throat Fucks 4 (2012)
- Too Big for Teens 10 (2012)
- Torn (2012)
- Adult Insider 9 (2013)
- Amateur POV Auditions 4 (2013)
- Anal Corruption 1 (2013)
- Anal Dream Team (2013)
- Angelic Asses (2013)
- Ass Parade 42 (2013)
- Ass Parade 43 (2013)
- Ass Worship 14 (2013)
- Babysit My Ass 2 (2013)
- Best New Starlets 2013 (2013)
- Big Booty Patrol (2013)
- Blowjob Fridays 9 (2013)
- Booty Pageant (2013)
- Born Flirty 1 (2013)
- Broken Hearts (2013)
- Device Bondage 28198 (2013)
- Dorm Invasion 6 (2013)
- Dorm Invasion 8 (2013)
- Everything Butt 30714 (2013)
- Facial Overload 3 (2013)
- Facial Violation 1 (2013)
- Forbidden Affairs: My Wife's Sister (2013)
- Girl Fever (2013)
- Girls of Bang Bros 26: Remy LaCroix (2013)
- Harvest Moon (2013)
- I Love Small Tits 6 (2013)
- Immoral Proposal (2013)
- Kevin Moore's Star Power (2013)
- KissMe Girl 14 (2013)
- Le Wood Anal Hazing Crew 3 (2013)
- Lesbian Adventures: Older Women Younger Girls 3 (2013)
- Love Requited (2013)
- Manuel Ferrara's Reverse Gangbang (2013)
- Meow 3 (2013)
- Monster Curves 21 (2013)
- Monsters of Cock 41 (2013)
- Mr. Anal 5 (2013)
- My Sister's Hot Friend 34 (2013)
- Mysterious Ways (2013)
- Nobody's Daughter (2013)
- Oil Overload 10 (2013)
- Panty Pops 7 (2013)
- Performers Of The Year 2014 (2013)
- Prince Yashua's Lil' Mamas (2013)
- Remy 2 (2013)
- Remy LaCroix's Anal Cabo Weekend (2013)
- Remy's Ring Toss (2013)
- Screaming Ass Gasms (2013)
- Seduction 3 (2013)
- Sexual Desires Of Remy LaCroix (2013)
- So Young So Sexy POV 8 (2013)
- Squatter (2013)
- Strap Some Boyz (2013)
- Temptation of Eve (2013)
- Too Much Anal (2013)
- Wet Asses 2 (2013)
- Young and Glamorous 4 (2013)
- Young Booty (2013)
- 69 Scenes: Anal Anal Anal (2014)
- Aftermath (2014)
- Amateur POV Auditions 7 (2014)
- Best in XXX (2014)
- Big Wet Butts 12 (2014)
- Bigger In Black (2014)
- Corrupt Schoolgirls 6 (2014)
- Device Bondage 3 (2014)
- Do Me Daddy (2014)
- Don't Tell Daddy I Do Black Men 3 (2014)
- DP Masters (2014)
- Dripping Wet Asses (2014)
- Lisa Ann Loves Girls (2014)
- Lisa Loves Girls (2014)
- Mattress Jockey (2014)
- Raw 17 (2014)
- Sexual All-Stars (2014)
- Spying on the Sorority (2014)
- You Stole My Innocence (2014)
- Kendra Is the New Lust (2015)